# Burkard Dregger

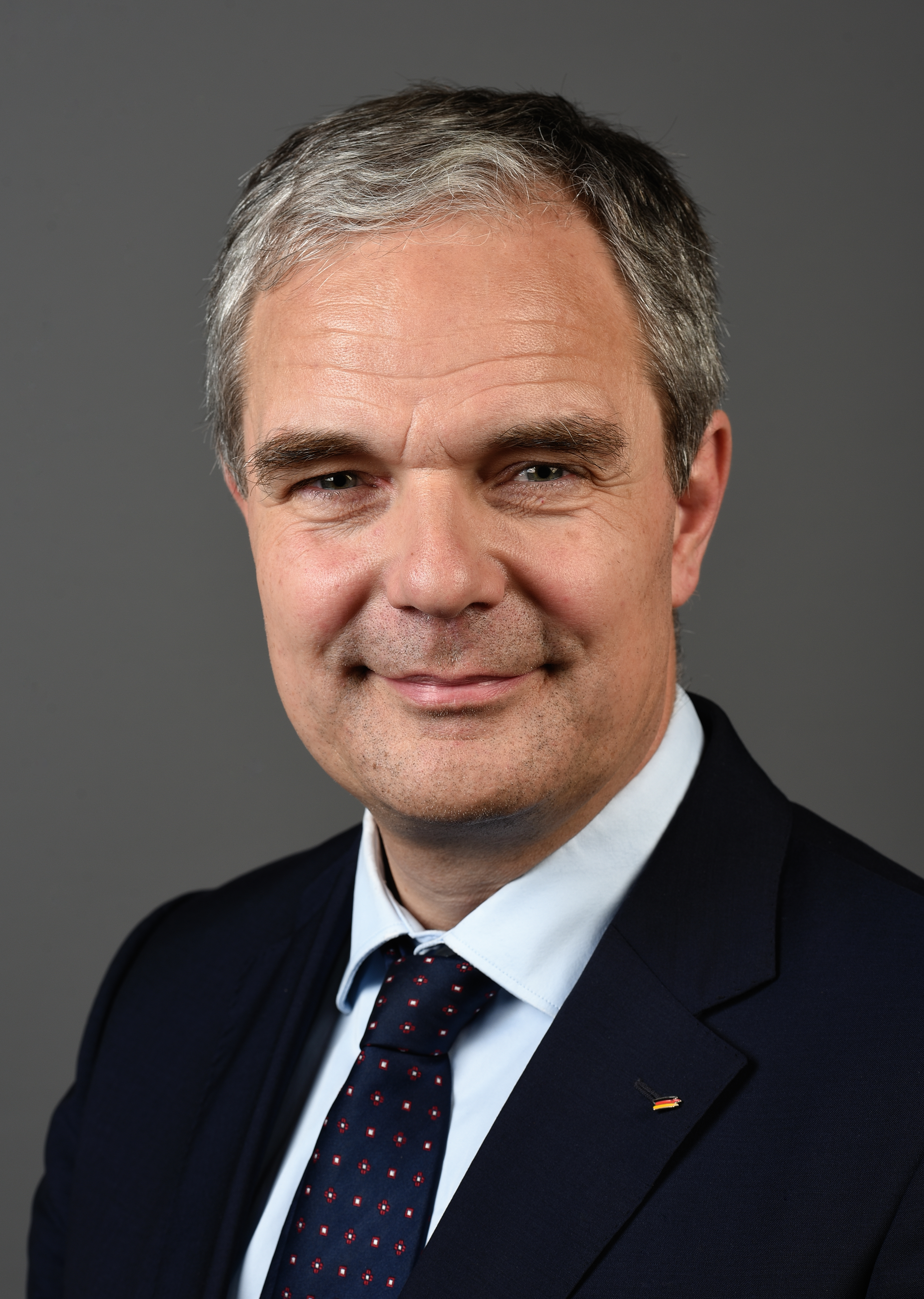
Burkard Dregger, 2017

Burkard Dregger (* 7. Juni 1964 in Fulda) ist ein deutscher Politiker (CDU). Er ist seit 2023 erneut Mitglied des Abgeordnetenhauses von Berlin, dem er bereits von 2011 bis 2021 angehörte. Von 2018 bis 2021 war er Vorsitzender der CDU-Fraktion im Abgeordnetenhaus und somit Oppositionsführer.

## Ausbildung und Beruf
Burkard Dregger leistete nach dem Abitur 1983 von Juli 1983 bis September 1984 seinen Wehrdienst und durchlief die Ausbildung zum Reserveoffizier. Dregger ist Hauptmann der Reserve.
Im Anschluss studierte er von Oktober 1984 bis Oktober 1988 in Freiburg im Breisgau, Genf, London und Münster (Westfalen) Deutsches und Europäisches Recht (Rechtswissenschaften) und legte 1989 sein Erstes Juristisches Staatsexamen beim Oberlandesgericht Hamm ab.
Zwischen September 1989 und Dezember 1990 ging er einer Forschungstätigkeit am Institut für Internationales Wirtschaftsrecht in Münster nach, ehe er von Januar 1991 bis Juni 1994 ein Referendariat am Landgericht Frankfurt am Main begann, das er für ein einjähriges Studium an der Southern Methodist University in Dallas unterbrach. Dort erlangte er schließlich 1992 den akademischen Grad eines Master of Laws (LL.M.).
Von 1991 bis 1992 war Dregger als freier Mitarbeiter in einer Anwaltskanzlei in Dallas tätig. 1994 legte er sein Zweites Juristisches Staatsexamen ab.
Seit 1995 ist Dregger in Berlin als Rechtsanwalt im Zivilrecht mit Schwerpunkten im Handels- und Gesellschaftsrecht sowie im Immobilienrecht tätig.
Neben seinem Beruf engagierte sich Dregger ehrenamtlich in Vorstand und Beirat der Initiative Hauptstadt Berlin. Er ist Mitbegründer der Alliance of Business Lawyers, eines Verbundes selbständiger international agierender Rechtsanwaltskanzleien, dessen Präsident er von 2006 bis 2012 war.

## Politik
Burkard Dregger wurde 2010 durch Monika Grütters für die Berliner CDU geworben und kurze Zeit später in den Landesvorstand berufen. Dort übernahm er bis Dezember 2017 das Amt des Landesschatzmeisters, im Anschluss war er bis Anfang 2019 Mitgliederbeauftragter der CDU Berlin. Seit seiner Wahl zum Fraktionsvorsitzenden im Juni 2018 gehörte Dregger automatisch dem Präsidium der CDU Berlin an.
Dregger gehört dem Kreisverband Reinickendorf an und ist dort Beisitzer im Kreisvorstand. Zudem ist er Vorsitzender des Ortsverbandes Am Schäfersee.
2010 war er Mitglied der 14. Bundesversammlung.

### Mitglied des Abgeordnetenhauses von Berlin (2011–2021)

#### 17. Legislaturperiode (2011–2016)
Am 18. September 2011 zog Dregger bei der Wahl zum Abgeordnetenhaus von Berlin erstmals als direkt gewählter Abgeordneter des Wahlkreises Reinickendorf 1 für die CDU in das Berliner Landesparlament ein. Während der Legislaturperiode war er netz- und integrationspolitischer Sprecher seiner Fraktion sowie Mitglied im Arbeitsausschuss, im Ausschuss für Elektronische Verwaltung, Datenschutz und Informationsfreiheit und darüber hinaus im Ausschuss für Stadtentwicklung und Umwelt. Des Weiteren war er Mitglied des Richterwahlausschusses.

#### 18. Legislaturperiode (2016–2021)
Bei der Wahl zum Abgeordnetenhaus am 18. September 2016 verteidigte Dregger sein Mandat und übernahm die Funktion des innenpolitischen Sprechers. Zudem war er Mitglied im Innen- und im Integrationsausschuss und vom Juli 2017 bis Juni 2018 Vorsitzender des 1. Parlamentarischen Untersuchungsausschusses zur Untersuchung des Ermittlungsvorgehens im Zusammenhang mit dem Terroranschlag am Breitscheidplatz am 19. Dezember 2016 (Fall Amri).

##### Fraktionsvorsitzender und Oppositionsführer (2018–2021)
Nachdem der bisherige Amtsinhaber Florian Graf wegen seines Wechsels zum Wirtschaftsrat der CDU seinen Rücktritt erklärte, wurde Dregger am 5. Juni 2018 durch die damalige Landesvorsitzende Monika Grütters als neuer Fraktionsvorsitzender vorgeschlagen, womit er sich intern gegen den früheren Sozialsenator Mario Czaja positionierte, der das Amt ebenfalls anstrebte. In der Nachfolge Grafs wurde Dregger schließlich am 12. Juni 2018 mit 87 Prozent zum neuen Fraktionsvorsitzenden gewählt. Er nahm damit zugleich die Rolle des Oppositionsführers ein.
Am 11. September 2018 wurde er im Rahmen der turnusgemäßen Neuwahl des Fraktionsvorstands mit 82,14 Prozent im Amt bestätigt.

#### 19. Legislaturperiode (seit 2021)

##### Verlust des Mandates (2021)
Bei den Wahlen im September 2021 konnte Dregger sein Direktmandat im Wahlkreis Reinickendorf 1 nicht verteidigen, das durch Bettina König (SPD) gewonnen wurde. Da auch sein Listenplatz nicht griff, schied er mit Konstituierung des 19. Abgeordnetenhauses am 4. November 2021 aus dem Parlament aus. Sein Nachfolger als Fraktionsvorsitzender wurde bereits am 30. September 2021 Kai Wegner.

##### Erneut im Abgeordnetenhaus (seit 2023)
Bei der Wiederholungswahl 2023 konnte Dregger seinen Sitz im Abgeordnetenhaus wiedererlangen. Dort ist er innenpolitischer Sprecher der CDU-Fraktion.

## Privates
Sein Vater war der Politiker Alfred Dregger, langjähriger Vorsitzender der CDU/CSU-Bundestagsfraktion, Vorsitzender der CDU Hessen und Oberbürgermeister von Fulda. Dregger ist verheiratet und Vater dreier Kinder.